# 19589 Kirkland
19589 Kirkland è un asteroide della fascia principale. Scoperto nel 1999, presenta un'orbita caratterizzata da un semiasse maggiore pari a 2,4029296 UA e da un'eccentricità di 0,1171457, inclinata di 6,00664° rispetto all'eclittica.